# Sindaci di Capua
Di seguito l'elenco cronologico dei sindaci di Capua e delle altre figure apicali equivalenti che si sono succedute nel corso della storia.

## Regno di Napoli (1806-1816)
| Periodo | Periodo | Primo cittadino    | Partito | Carica  | Note |
| ------- | ------- | ------------------ | ------- | ------- | ---- |
| 18??    | 1810    | Domenico Giannelli |         | Sindaco |      |
| 1811    | 1812    | Pompeo dell'Uva    |         | Sindaco |      |
| 1813    | 1815    | Giuseppe Del Tufo  |         | Sindaco |      |

## Regno delle Due Sicilie (1816-1861)
| Periodo       | Periodo       | Primo cittadino          | Partito | Carica         | Note |
| ------------- | ------------- | ------------------------ | ------- | -------------- | ---- |
| 1816          | 1816          | Carlo Pellegrini         |         | Sindaco        |      |
| 1817          | 1818          | Nicola D'Errico          |         | Sindaco        |      |
| 1819          | 1821          | Angelo Cuccari           |         | Sindaco        |      |
| 1822          | 1828          | Francesco Friozzi        |         | Sindaco        |      |
| 1828          | 1833          | Antonio Gianfrotta       |         | Secondo Eletto |      |
| 1834          | 1838          | Ottavio De Renzis        |         | Sindaco        |      |
| 1839          | 1842          | Giuseppe Del Tufo        |         | Sindaco        |      |
| 1843          | 1848          | Luigi Cenami             |         | Sindaco        |      |
| 1849          | 1850          | Pietrantonio Del Vecchio |         | Sindaco        |      |
| 1851          | 1851          | Tommaso Massari          |         | Sindaco        |      |
| 1852          | febbraio 1856 | Domenico Bressani        |         | Sindaco        |      |
| febbraio 1856 | 1 agosto 1860 | Francesco Gianfrotta     |         | Sindaco        |      |
| 2 agosto 1860 | 18??          | Pietrantonio Del Vecchio |         | Sindaco        |      |

## Regno d'Italia (1861-1946)
| Periodo        | Periodo       | Primo cittadino        | Partito | Carica                  | Note |
| -------------- | ------------- | ---------------------- | ------- | ----------------------- | ---- |
| agosto 1861    | dicembre 1869 | Gioacchino Brandi      |         | Sindaco                 |      |
| gennaio 1870   | dicembre 1873 | Raffaele De Franciscis |         | Sindaco                 |      |
| gennaio 1874   | dicembre 1875 | Gabriele D'Ambrosio    |         | Sindaco                 |      |
| gennaio 1876   | marzo 1877    | Gioacchino Brandi      |         | Sindaco                 |      |
| aprile 1877    | novembre 1887 | Salvatore Garofano     |         | Sindaco                 |      |
| dicembre 1887  | ottobre 1889  | Girolamo Umbriani      |         | Regio Commissario       |      |
| novembre 1889  | luglio 1892   | Giovanni Rotondo       |         | Sindaco                 |      |
| agosto 1892    | febbraio 1893 | Alfonso Jossa          |         | Regio Commissario       |      |
| marzo 1893     | giugno 1893   | Giovanni Rotondo       |         | Sindaco                 |      |
| luglio 1893    | giugno 1895   | Luigi Brandi           |         | Sindaco                 |      |
| luglio 1895    | agosto 1895   | Biagio Marchesani      |         | Sindaco                 |      |
| settembre 1895 | luglio 1896   | Francesco Luongo       |         | Sindaco                 |      |
| agosto 1896    | aprile 1897   | Luigi Brandi           |         | Sindaco                 |      |
| maggio 1897    | giugno 1897   | Vincenzo Laliccia      |         | Regio Commissario       |      |
| luglio 1897    | gennaio 1901  | Antonio Casertano      |         | Sindaco                 |      |
| febbraio 1901  | luglio 1901   | Scipione Zanella       |         | Regio Commissario       |      |
| agosto 1901    | gennaio 1903  | Silvio Leonetti        |         | Sindaco                 |      |
| febbraio 1903  | luglio 1903   | Giovanni Rotondo       |         | Sindaco                 |      |
| agosto 1903    | dicembre 1904 | Luigi Brandi           |         | Sindaco                 |      |
| gennaio 1905   | aprile 1906   | Eugenio Pizzi          |         | Sindaco                 |      |
| maggio 1906    | agosto 1906   | Giovanni Rotondo       |         | Sindaco                 |      |
| settembre 1906 | luglio 1908   | Francesco Luongo       |         | Sindaco                 |      |
| agosto 1908    | dicembre 1909 | Luigi Baia             |         | Sindaco                 |      |
| gennaio 1911   | marzo 1912    | Roberto Friozzi        |         | Sindaco                 |      |
| aprile 1912    | maggio 1913   | Claudio Rugarli        |         | Regio Commissario       |      |
| giugno 1913    | luglio 1913   | Ferdinando Ruffini     |         | Regio Commissario       |      |
| agosto 1920    | agosto 1921   | Costantino Rosolillo   |         | Sindaco                 |      |
| settembre 1914 | giugno 1917   | Pietro Farina          |         | Sindaco                 |      |
| luglio 1917    | gennaio 1920  | Nicola Guidone         |         | Commissario Prefettizio |      |
| Marzo 1920     | ottobre 1920  | Adolfo Amante          |         | Commissario Prefettizio |      |
| ottobre 1920   | marzo 1921    | Cataldo Colella        |         | Sindaco                 |      |
| aprile 1921    | gennaio 1922  | Nicola Guidone         |         | Commissario Prefettizio |      |

### Periodo dell'ordinamento podestarile
| Periodo        | Periodo       | Primo cittadino           | Partito | Carica                  | Note |
| -------------- | ------------- | ------------------------- | ------- | ----------------------- | ---- |
| febbraio 1922  | gennaio 1926  | Ludovico Pastore Galderio | PNF     | Podestà                 |      |
| febbraio 1926  | aprile 1926   | Lorenzo Gneme             |         | Commissario Prefettizio |      |
| maggio 1926    | dicembre 1927 | Luigi Zuppardo            | PNF     | Podestà                 |      |
| gennaio 1928   | aprile 1931   | Luigi Petella             | PNF     | Podestà                 |      |
| maggio 1931    | agosto 1936   | Michele Pasca di Magliano | PNF     | Podestà                 |      |
| settembre 1936 | dicembre 1941 | Gaetano Treppiccione      | PNF     | Podestà                 |      |
| gennaio 1942   | luglio 1942   | Felice Picciocchi         |         | Commissario Prefettizio |      |
| agosto 1942    | ottobre 1943  | Vincenzo Gianfrotta       |         | Commissario Prefettizio |      |

### Periodo costituzionale transitorio
| Periodo       | Periodo       | Primo cittadino                   | Partito | Carica                            | Note |
| ------------- | ------------- | --------------------------------- | ------- | --------------------------------- | ---- |
| ottobre 1943  | dicembre 1943 | Comitato di Liberazione Nazionale | CLN     | Comitato di Liberazione Nazionale |      |
| dicembre 1943 | dicembre 1944 | Andrea Mariano                    |         | Sindaco                           |      |
| gennaio 1945  | maggio 1945   | Andrea Mariano                    |         | Commissario Prefettizio           |      |
| giugno 1945   | ottobre 1946  | Giuseppe Rotondo                  |         | Sindaco                           |      |

## Repubblica Italiana (1946-oggi)
| Periodo           | Periodo           | Primo cittadino              | Partito                                                | Carica      | Note |
| ----------------- | ----------------- | ---------------------------- | ------------------------------------------------------ | ----------- | ---- |
| ottobre 1946      | maggio 1948       | Guglielmo Nicoletti          | Democrazia Cristiana                                   | Sindaco     |      |
| giugno 1948       | novembre 1948     | Renato Schiavo               |                                                        | Commissario |      |
| dicembre 1948     | gennaio 1953      | Gaetano Treppiccione         | Democrazia Cristiana                                   | Sindaco     |      |
| febbraio 1953     | luglio 1957       | Vincenzo Salomone            | Democrazia Cristiana                                   | Sindaco     |      |
| luglio 1957       | giugno 1958       | Mario Sementini              | Democrazia Cristiana                                   | Sindaco     |      |
| giugno 1958       | febbraio 1960     | Giovanni D'Adamo             |                                                        | Commissario |      |
| febbraio 1960     | maggio 1960       | Edoardo Lupoli               |                                                        | Commissario |      |
| dicembre 1960     | gennaio 1961      | Giuseppe Manieri             | Partito Socialista Italiano                            | Sindaco     |      |
| febbraio 1961     | maggio 1961       | Edoardo Lupoli               |                                                        | Commissario |      |
| maggio 1961       | luglio 1961       | Geppino Gnisci               |                                                        | Commissario |      |
| luglio 1961       | gennaio 1964      | Vincenzo Chillemi            | Democrazia Cristiana                                   | Sindaco     |      |
| febbraio 1964     | settembre 1965    | Dino Iocco                   | Democrazia Cristiana                                   | Sindaco     |      |
| settembre 1965    | luglio 1970       | Dino Iocco                   | Democrazia Cristiana                                   | Sindaco     |      |
| luglio 1970       | settembre 1975    | Manfredi Bosco               | Democrazia Cristiana                                   | Sindaco     |      |
| settembre 1975    | marzo 1977        | Pompeo Rendina               | Partito Comunista Italiano                             | Sindaco     |      |
| marzo 1977        | luglio 1977       | Giovanni De Silva            |                                                        | Commissario |      |
| luglio 1977       | settembre 1982    | Dino Iocco                   | Democrazia Cristiana                                   | Sindaco     |      |
| settembre 1982    | maggio 1984       | Bruno Mirra                  | Democrazia Cristiana                                   | Sindaco     |      |
| maggio 1984       | novembre 1985     | Giuseppe Mancini             | Democrazia Cristiana                                   | Sindaco     |      |
| novembre 1985     | luglio 1988       | Vincenzo Chillemi            | Democrazia Cristiana                                   | Sindaco     |      |
| luglio 1988       | novembre 1991     | Nicola Lacerenza             | Indipendente                                           | Sindaco     |      |
| novembre 1991     | febbraio 1992     | Roberto Capo                 | Democrazia Cristiana                                   | Sindaco     |      |
| febbraio 1992     | luglio 1992       | Vincenzo D’Antuono           |                                                        | Commissario |      |
| luglio 1992       | luglio 1993       | Antonio Citarella            | Democrazia Cristiana                                   | Sindaco     |      |
| luglio 1993       | marzo 1994        | Francesco Comune             | Partito Socialista Italiano                            | Sindaco     |      |
| marzo 1994        | aprile 1995       | Adolfo Villani               | Partito Socialista Italiano                            | Sindaco     |      |
| aprile 1995       | ottobre 1996      | Salvatore De Rosa            | Partito Popolare Italiano                              | Sindaco     |      |
| ottobre 1996      | maggio 1997       | Paolo Bonacci                | Partito Popolare Italiano                              | Sindaco     |      |
| 27 aprile 1997    | 13 maggio 2001    | Aldo Mariano                 | L'Ulivo                                                | Sindaco     |      |
| marzo 2001        | maggio 2001       | Pasquale Manzo               |                                                        | Commissario |      |
| 13 maggio 2001    | 28 maggio 2005    | Alessandro Pasca di Magliano | Forza Italia                                           | Sindaco     |      |
| maggio 2005       | maggio 2006       | Francesco Provolo            |                                                        | Commissario |      |
| 28 maggio 2006    | 15 maggio 2011    | Carmine Antropoli            | Forza Italia                                           | Sindaco     |      |
| 15 maggio 2011    | 5 giugno 2016     | Carmine Antropoli            | Il Popolo della Libertà                                | Sindaco     |      |
| 5 giugno 2016     | ottobre 2018      | Eduardo Centore              | Patto Civico                                           | Sindaco     |      |
| ottobre 2018      | 10 giugno 2019    | Ilaria Tortelli              |                                                        | Commissario |      |
| 10 giugno 2019    | 23 settembre 2021 | Luca Branco                  | Partito Democratico                                    | Sindaco     |      |
| 24 settembre 2021 | 26 giugno 2022    | Luigia Sorrentino            |                                                        | Commissario |      |
| 26 giugno 2022    | in carica         | Adolfo Villani               | Partito Democratico, Movimento 5 Stelle, liste civiche | Sindaco     |      |